# University of Alaska system
University of Alaska system är ett universitetssystem i Alaska. Det är uppdelat i tre självständigt ackrediterade institutioner: 
- University of Alaska Fairbanks
- University of Alaska Anchorage
- University of Alaska Southeast (i delstatshuvudstaden Juneau).

Utöver dessa tre huvudcampus finns mindre campus på flera orter i Alaska. Universitetet har omkring 35 000 studenter och cirka 7000 anställda. 